# Hyas coarctatus
Hyas coarctatus là một loài cua nhện trong họ Inachidae. Cua nhện đỏ có một hình cây đàn lia hình tam giác ở mai, có chiều dài lên đến 61 mm.

## Hình ảnh

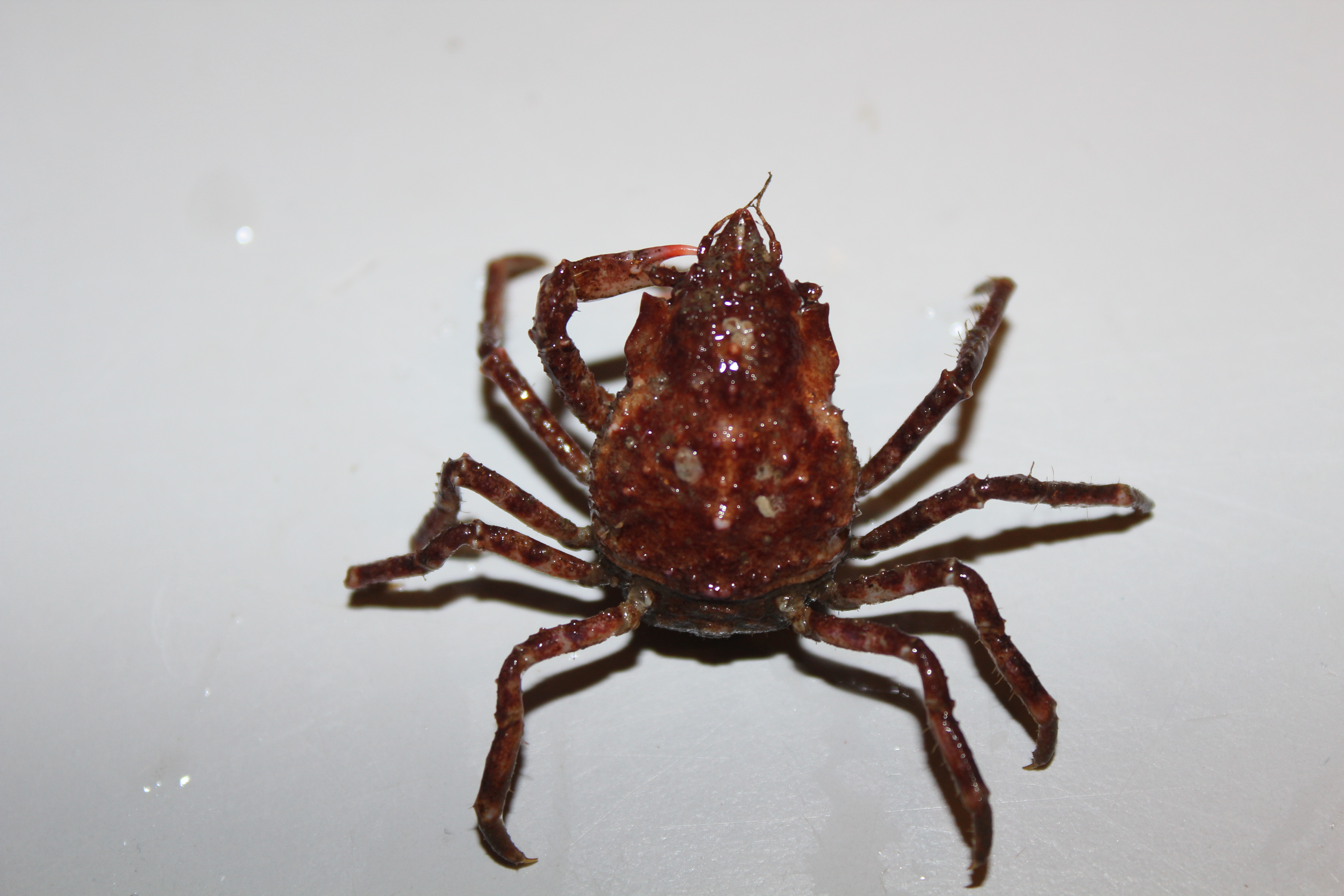